# Wiley Post

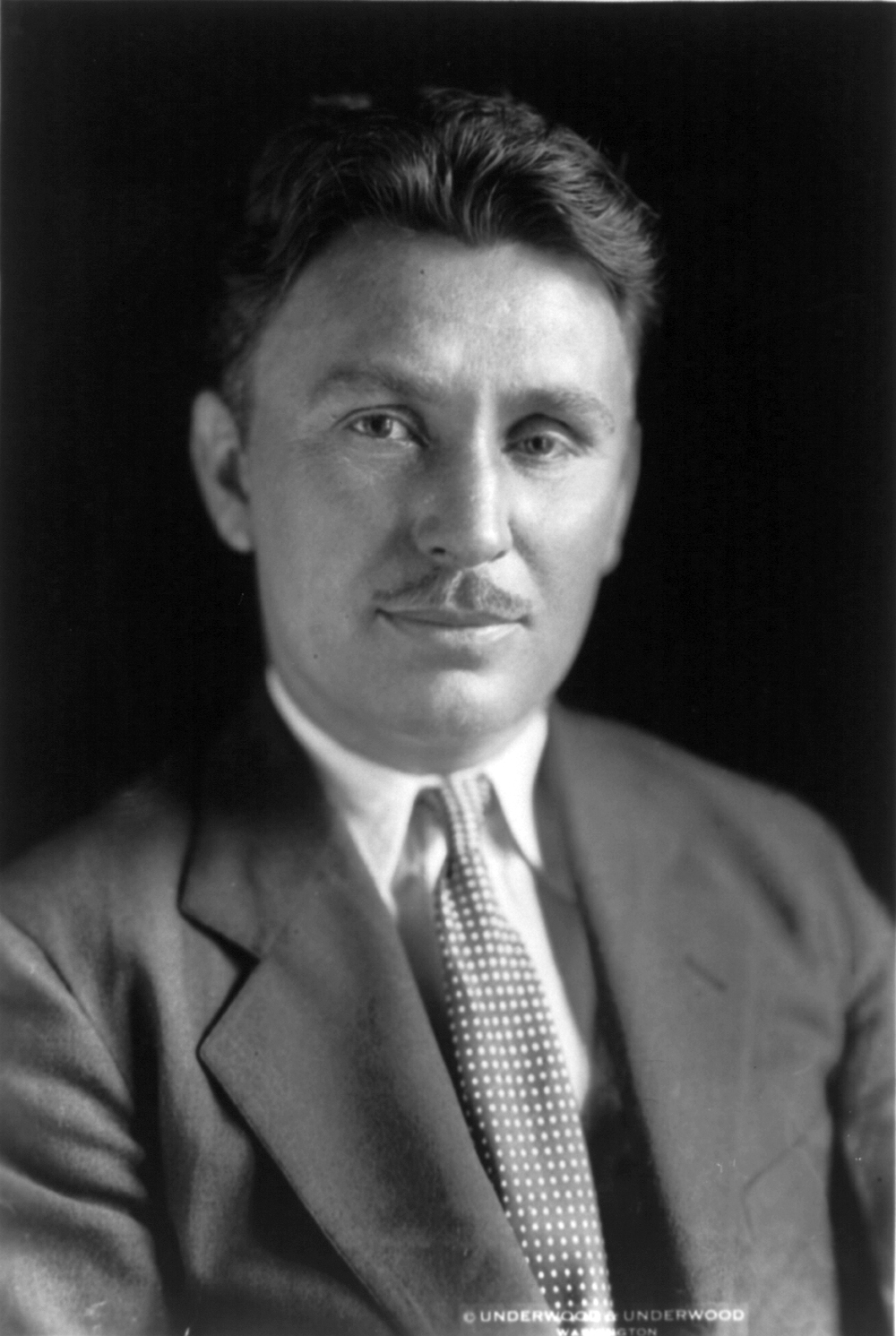
Wiley Post (1931)

Wiley Hardeman Post (* 22. November 1898 in Van Zandt County; † 15. August 1935 in Point Barrow) war ein US-amerikanischer Pilot, dem 1933 der erste Alleinflug um die Erde gelang.
Nachdem er Mitte der 1920er bei einem Ölfeld-Unfall ein Auge verloren hatte, kaufte er sich von der Entschädigung sein erstes eigenes Flugzeug.
1931 stellte er zusammen mit dem Navigator Harold Gatty einen Rekord bei der Weltumrundung auf. Mit dem Flugzeug Lockheed 5C Vega „Winnie Mae“ umrundeten sie den Globus in 8 Tagen, 15 Stunden und 51 Minuten (Etappenpunkte: New York, Neufundland, England, Deutschland, Russland, Alaska, New York).
Am 15. Juli 1933 startete er von Long Island zum ersten Alleinflug um den Erdball. Die „Winnie Mae“ war dazu mit dem ersten Autopiloten ausgerüstet. Nach einem Flug von 7 Tagen, 18 Stunden und 49 Minuten kehrte er zurück.
1934 entwickelte er mit Russell S. Colley von der Goodrich Corporation den ersten praktikablen Druckanzug. Am 5. September 1934 erreichte er damit über Chicago eine Flughöhe von 40.000 Fuß (ca. 12.000 m). Das ermöglichte ihm, im Jetstream zu fliegen.
1935 baute er aus dem Wrack einer Lockheed Orion und einer Lockheed Explorer ein neues Flugzeug, mit dem er auf Wunsch seines Freundes Will Rogers mit diesem zusammen zu einem Flug durch Alaska aufbrach. Am 15. August 1935 befanden sie sich auf dem Flug von Fairbanks nach Point Barrow. Unterwegs landeten sie auf einer Lagune, um sich nach dem Weg zu erkundigen. Unmittelbar nach dem erneuten Start fiel, vermutlich wegen eines leeren Tanks, der Motor aus. Beim folgenden Absturz kamen beide Flugzeuginsassen ums Leben.
Ihm zu Ehren wurden der Flughafen von Bethany (Oklahoma) „Wiley Post Airport“ sowie der Flughafen von Barrow (Alaska) „Wiley Post-Will Rogers Memorial Airport“ benannt, und in der Stadt Barrow wurde am 15. August 1982 ein Denkmal „in memory of Will Rogers and Wiley Post“ aufgestellt.

## Bildergalerie

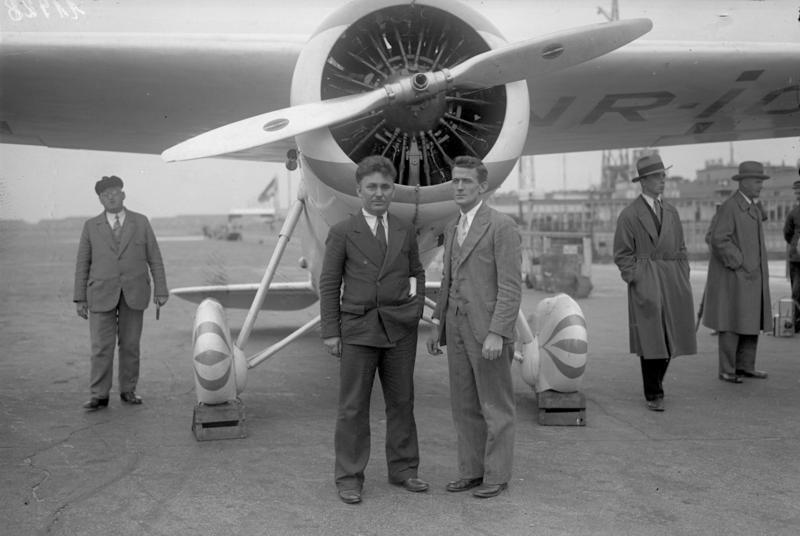
Post (links) mit Harold Gatty vor der „Winnie Mae“, Berlin-Tempelhof (Juni 1931)
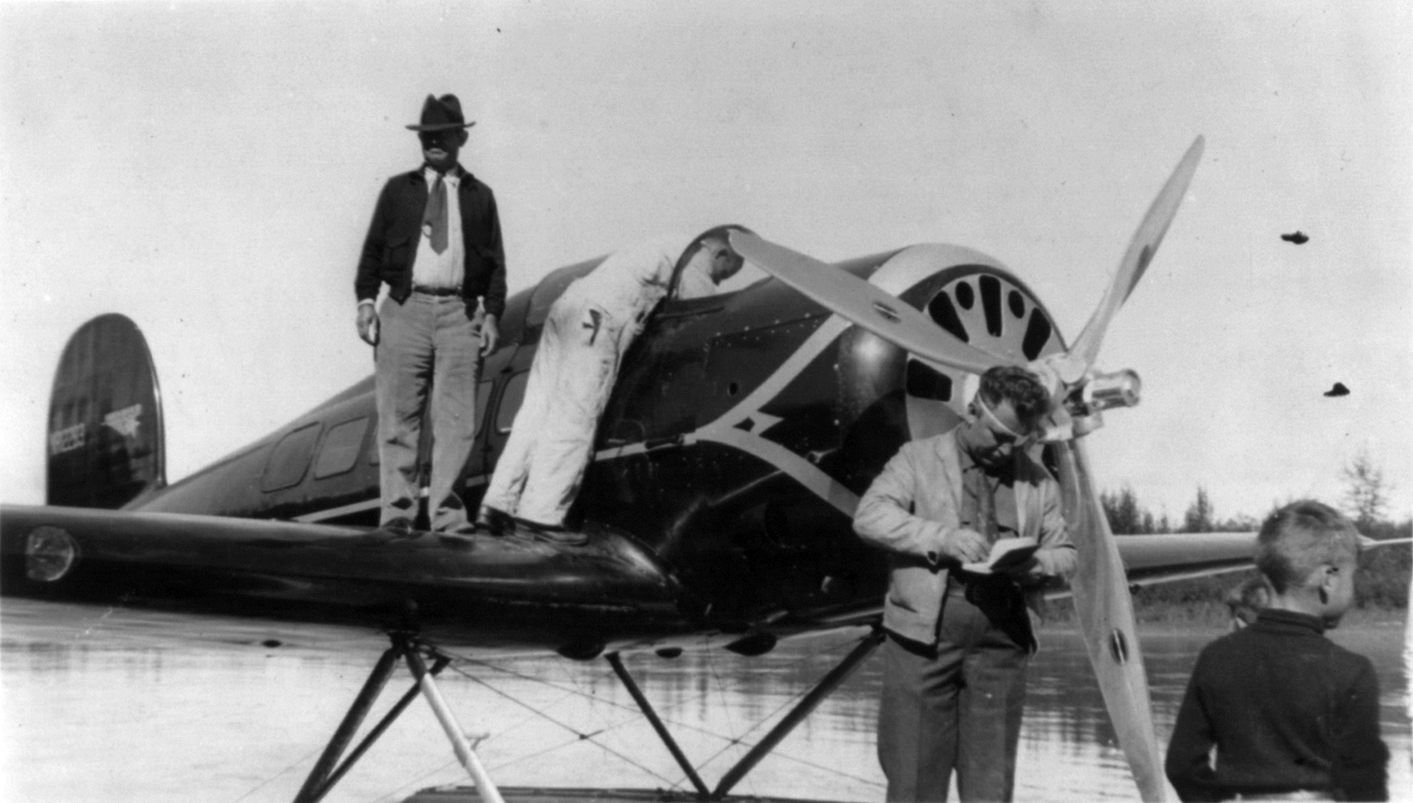
Will Rogers auf der Tragfläche und Wiley Post im Vordergrund mit Augenklappe, Fairbanks (Aug. 1935)
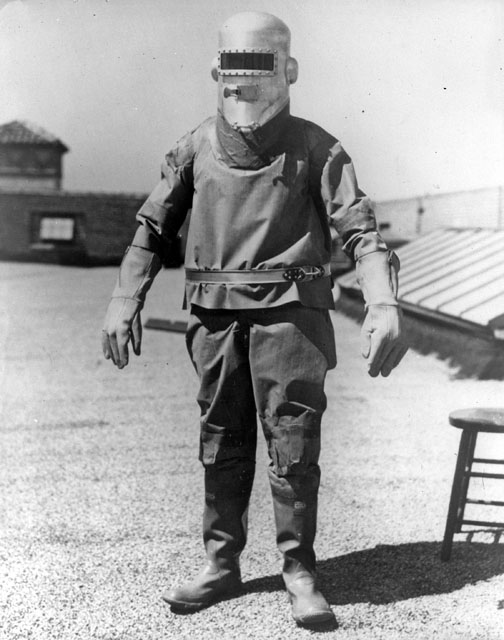
Wiley Post mit für Höhenflüge selbstentwickeltem Druckanzug, Los Angeles (Juni 1934)
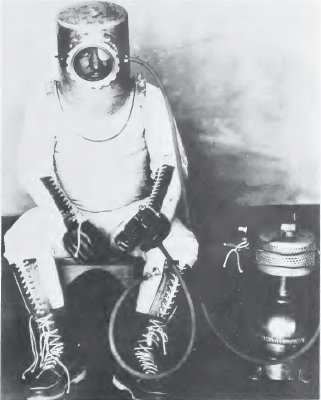
Dritte Ausführung in Wright Field (Aug. 1934)
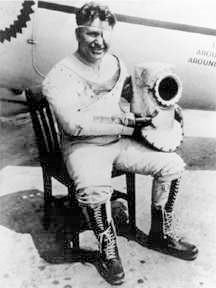
Dayton (Ohio) (Aug. 1934)